# Шушерово (Брянская область)
Шушерово (Шушеровка, Шушарово, устар. Жданово) — деревня в Дубровском районе Брянской области, в составе Сергеевского сельского поселения.
Расположена в 3 км к северу от деревни Алешинка, на левом берегу реки Вороницы, по которой здесь проходит граница со Смоленской областью. Население — 19 человек (2010).

## История
Упоминается с XVIII века, первоначально входила в Брянский уезд; с 1776 до 1929 года в Рославльском уезде (с 1861 — в составе Сергиевской волости, с 1922 в Епишевской, с 1924 — в Сещенской волости). С 1929 в Дубровском районе; до 1959 года входила в Деньгубовский сельсовет.